# اوبونشول-او-بوا
اوبونشول-او-بوا (به فرانسوی: Aubencheul-aux-Bois) یک کمون در فرانسه است که در ان (ا-دو-فرانس) واقع شده‌است. اوبونشول-او-بوا ۲٫۱۱ کیلومتر مربع مساحت دارد.